# Cucullia dracunculi
Cucullia dracunculi là một loài bướm đêm trong họ Noctuidae.